# Oekraïense hockeyploeg (vrouwen)
De Oekraïense hockeyploeg voor vrouwen is de nationale ploeg die Oekraïne vertegenwoordigt tijdens interlands in het hockey.
Op het Europees kampioenschap van 2007 in Manchester werd de Oekraïense ploeg achtste en laatste en degradeerde daarmee terug naar de Europese groep B-landen.

## Erelijst Oekraïense hockeyploeg
| Jaar | Champions Trophy | Europees kampioenschap | Olympische Spelen | Wereldkampioenschap | Hockey World League Hockey Pro League |
| ---- | ---------------- | ---------------------- | ----------------- | ------------------- | ------------------------------------- |
| 1999 | geen deelname    | 7e EK 1999 Keulen      |                   |                     |                                       |
| 2000 | geen deelname    |                        | geen deelname     |                     |                                       |
| 2001 | geen deelname    |                        |                   |                     |                                       |
| 2002 | geen deelname    |                        |                   | 14e WK 2002 Perth   |                                       |
| 2003 | geen deelname    | 5e EK 2003 Barcelona   |                   |                     |                                       |
| 2004 | geen deelname    |                        | geen deelname     |                     |                                       |
| 2005 | geen deelname    | 6e EK 2005 Dublin      |                   |                     |                                       |
| 2006 | geen deelname    |                        |                   | geen deelname       |                                       |
| 2007 | geen deelname    | 8e EK 2007 Manchester  |                   |                     |                                       |
| 2008 | geen deelname    |                        | geen deelname     |                     |                                       |
| 2009 | geen deelname    | geen deelname          |                   |                     |                                       |
| 2010 | geen deelname    |                        |                   | geen deelname       |                                       |
| 2011 | geen deelname    | geen deelname          |                   |                     |                                       |
| 2012 | geen deelname    |                        | geen deelname     |                     |                                       |
| 2013 |                  | geen deelname          |                   |                     | eerste ronde HWL 2012-13              |
| 2014 | geen deelname    |                        |                   | geen deelname       |                                       |
| 2015 |                  | geen deelname          |                   |                     | 32e HWL 2014-15                       |
| 2016 | geen deelname    |                        | geen deelname     |                     |                                       |
| 2017 |                  | geen deelname          |                   |                     | 24e HWL 2016-17                       |
| 2018 | geen deelname    |                        |                   | geen deelname       |                                       |
| 2019 |                  | geen deelname          |                   |                     | geen deelname                         |
| 2021 |                  | geen deelname          | geen deelname     |                     | geen deelname                         |
| 2022 |                  |                        |                   | geen deelname       | geen deelname                         |
| 2023 |                  | geen deelname          |                   |                     | geen deelname                         |
| 2024 |                  |                        | geen deelname     |                     | geen deelname                         |
| 2025 |                  | geen deelname          |                   |                     | geen deelname                         |